# Râul Angheluș
Râul Angheluș este un curs de apă, afluent al Râului Negru. 